# Сосницкая культура
Сосницкая культура — вариант тшинецко-комаровской культуры бронзового века (II тыс. до н. э.), распространённый в Полесье и на севере Украины. Как правило, рассматривается в рамках тшинецкого культурного круга, но иногда выделяется и в отдельную археологическую культуру.
Сосницкая группа памятников была названа С. С. Березанской по месту первых находок в районе посёлка Сосница Черниговской области. Следы данной культуры обнаруживаются также на территории южных областей Беларуси, Курской и Брянской областей России.
Носители сосницкой культуры жили в отапливаемых очагами землянках по берегам рек, занимались животноводством и земледелием (сохранились зернотёрки и серпы). Обнаружены следы кремации и курганные захоронения. Керамика представлена мисками и кувшинами с шнурованным орнаментом. Раскопками в Пустынках открыто поселение из 15-20 хижин (размером 10 на 5 метров), которые были выстроены рядами вдоль берега водоёма.
Хронологически сосницкая культура приходит на смену среднеднепровской культуре. В XX веке пытались установить её преемство с последующими лебедовской и милоградской культурами (приписываются днепровским балтам), однако ввиду  «запустения» региона в XII—X вв. до н. э. это весьма затруднительно.